# Je veux te voir
Singles de Yelle
À cause des garçons
(2007)
Pistes de Pop-up
Tu es beau Amour du sol
Je veux te voir est le premier single de la chanteuse Yelle. Il est publié sur Myspace en 2005, puis sur son album Pop Up. Ce titre électro pop devient rapidement populaire. Les paroles, sexuellement explicites, sont voulues comme une réponse aux paroles machistes de certains groupes de rap. 

## Contexte
Cette chanson est conçue comme une réponse aux paroles machistes de certains groupes de rap et notamment TTC et son chanteur Cuizinier, explicitement désigné dans les paroles sur sa chanson Girlfriend,,. Les paroles font référence directement à la sexualité et à la pornographie, notamment dans le refrain : « Je veux te voir, Dans un film pornographique, En action avec ta bite /…/ Tu es tout nu, Sous ton tablier, Prêt à dégainer, Mais je t'avoue rien n'y fait ». 
Yelle a été découverte grâce au réseau social MySpace en 2006 : ce morceau Je veux te voir, avec sa booty-pop, son rythme électro-punk (dû à son compagnon, DJ Grand Marnier, compositeur et réalisateur de la chanson) et son ton provocateur, est rapidement devenu populaire, cumulant plus de 125 000 écoutes sur MySpace et plus de 19 000 000 sur YouTube.

## Clip vidéo
On y voit Yelle chanter et danser au milieu d'objets aux couleurs fluorescentes. Les paroles de la chanson défilent en bas de l'écran à la manière d'un karaoké. Il y a une version "Karaoké Deluxe" où on la voit jouer dans un jardin oriental avec un homme aux cheveux longs interprété par le comédien Gérard Vives. Enfin, en 2008, une dernière version de la vidéo est tournée où Yelle fait de la gym, roule en Hummer et danse en boîte de nuit. Vincent Desagnat apparaît dans cette ultime version. Au début du clip on peut entendre l'intro de Jogging, dernier titre de l'édition internationale de Pop-up et face D du maxi single Je veux te voir.

## Formats et listes des pistes
| #           | Titre                               | Durée    |
| ----------- | ----------------------------------- | -------- |
| Maxi Single |                                     |          |
| 1.          | Je veux te voir                     | 4 min 21 |
| 2.          | Je veux te voir [Disco D Remix]     | 3 min 55 |
| 3.          | Je veux te voir [Club-Club Version] | 3 min 15 |
| 4.          | Jogging                             | 3 min 27 |

### Autres remixes
1. Je veux te voir [DJ Anthox Remix]
2. Je veux te voir [TEPR Remix]

## Classements
| Classements (2008)              | Meilleure position |
| ------------------------------- | ------------------ |
| Billboard European Hot 100      | 41                 |
| Belgique (Wallonie Ultratip 50) | 10                 |
| France (SNEP)                   | 4                  |